# Bryan County (Georgia)
Bryan County is een county in de Amerikaanse staat Georgia.
De county heeft een landoppervlakte van 1.144 km² en telt 23.417 inwoners (volkstelling 2000). De hoofdplaats is Pembroke.